# Frankenstein Drag Queens from Planet 13
Die Frankenstein Drag Queens from Planet 13 waren eine US-amerikanische Horrorpunk-Band.

## Bandgeschichte
Die Frankenstein Drag Queens from Planet 13 wurden 1996 von Wednesday 13, Seaweed und Sicko Zero in North Carolina gegründet. Alle drei Bandmitglieder spielten zuvor zusammen in der Gruppe Maniac Spider Trash, welche von 1992 bis 1996 bestand. Allerdings sollte Sänger Wednesday 13 das einzige Mitglied bleiben, das der Gruppe kontinuierlich angehörte.
Binnen kürzester Zeit wurde 1996 das Debütalbum „The Late, Late, Late Show“ produziert. Genretypisch behandelt es textlich auf humorvolle Weise Mord und Totschlag, Horror-B-Movie-Trash, sowie Monster wie Werwölfe. Bereits Ende 1998 wurde Seaweed der Gruppe verwiesen und anschließend durch Rat Bastard am Bass ersetzt. Sicko Zero verließ daraufhin freiwillig die Band, was diese zum Erliegen brachte. 1997 kehre Seaweed doch zu den Frankenstein Drag Queens zurück und brachte zwei weitere Musiker mit in die Formation, welche allerdings nur für wenige Wochen blieben. Auch die nahe Zukunft brachte stets weitere Mitgliederwechsel und Streit mit sich, was bis zum Ende der Gruppe so bleiben sollte.
1997 wurden eine selbstbetitelte EP und 1998 das zweite Album „Night of the Living Drag Queens“ veröffentlicht. 1999 wurde das dritte Album „Songs from the Recently Deceased“ eingespielt, das sich mehr denn je mit Horrorthemen beschäftigt. Ab 2000 stieg, begünstigt durch eine Tour und die Plattenfirma People Like You Records der Bekanntheitsgrad der Band in Europa. Im Frühjahr 2002 spielten die Frankenstein Drag Queens from Planet 13 in Atlanta ihr letztes Konzert.
Nach der Auflösung entschloss sich der Frontmann Wednesday 13, bei der von Joey Jordison gegründeten Band The Rejects, später in Murderdolls umbenannt, zu singen. Bei einem Großteil des Materials der Murderdolls handelte es sich um neu eingespielte und leicht veränderte Fassungen von Liedern der Frankenstein Drag Queens, was zum Streit mit den anderen Mitgliedern der alten Gruppe führte. Mit The Graveyard Boulevard gründeten nämlich andere ehemalige Mitglieder der Frankenstein Drag Queens ebenfalls eine neue Horrorpunk-Band.
2004 beschlossen jedoch Wednesday 13 und einige andere ehemalige Bandmitglieder der Frankenstein Drag Queens from Planet 13, die Gruppe vorübergehend wieder aufleben zu lassen. Das erste Konzert fand mit den wiedervereinigten Drag Queens am 20. August 2005 in Greensboro in North Carolina statt. Aufgrund von Streit über Platteneinnahmen löste sich die Band dann jedoch erneut auf und diesmal endgültig.

## Diskografie

### Alben
- 1996: The Late, Late, Late Show
- 1998: Night of the Living Drag Queens
- 2000: Songs from the Recently Deceased
- 2001: Viva Las Violence

### EPs
- 1997: Frankenstein Drag Queens from Planet 13

### Kompilationen
- 2004: 6 Years, 6 Feet Under the Influence
- 2006: Little Box of Horrors

### Singles
- 1999: Graverobbing U.S.A. / Rock ’n’ Roll
- 2000: Love at First Fright / I Wanna Be Your Dog (Split mit Nothing but Puke)
- 2000: 197666 / Hey Mom, I Just Killed a Chicken
- 2000: Hello Hooray / Kill Miss America (Split mit The Spook)
- 2001: Dawn of the Dead / Anti-You (Split mit The Nerds)
- 2001: Chop Off My Hand / Hey Mom, I Just Killed a Chicken

## Trivia
- Die Frankenstein Drag Queens from Planet 13 haben ein Lied zum Alice-Cooper-Tributalbum Thinking of Alice beigesteuert. Ein weiteres Tributlied haben sie für The Sweet beigesteuert.
- Für das Lied Hey Mum, I Just Killed a Chicken hat Marilyn Manson als Gastauftritt den Part des Gitarristen übernommen. Ironischerweise schrieb er in seiner Autobiographie zuvor noch, dass er niemals ein Huhn töten würde.